# Марби
Марби́ (фр. Marby) — коммуна во Франции, находится в регионе Шампань — Арденны. Департамент — Арденны. Входит в состав кантона Рюминьи. Округ коммуны — Шарлевиль-Мезьер.
Код INSEE коммуны — 08273.
Коммуна расположена приблизительно в 190 км к северо-востоку от Парижа, в 100 км севернее Шалон-ан-Шампани, в 22 км к западу от Шарлевиль-Мезьера.

## Население
Население коммуны на 2008 год составляло 65 человек.
| 1962 | 1968 | 1975 | 1982 | 1990 | 1999 | 2008 |
| ---- | ---- | ---- | ---- | ---- | ---- | ---- |
| 95   | 108  | 87   | 82   | 69   | 66   | 65   |

## Администрация
| Период | Период | Фамилия       | Партия                    | Должность |
| ------ | ------ | ------------- | ------------------------- | --------- |
| 2001   | 2008   | Альбер Рокье  |                           |           |
| 2008   |        | Мари-Клер Дор | Союз за народное движение |           |

## Экономика
В 2007 году среди 34 человек в трудоспособном возрасте (15—64 лет) 22 были экономически активными, 12 — неактивными (показатель активности — 64,7 %, в 1999 году было 55,6 %). Из 22 активных работали 21 человек (13 мужчин и 8 женщин), безработным был 1 мужчина. Среди 12 неактивных 3 человека были учениками или студентами, 7 — пенсионерами, 2 были неактивными по другим причинам.

## Фотогалерея
- Въезд в Марби
- Мэрия
- Церковь
- Памятник погибшим в Первой мировой войне